# اوتوبه، هوکایدو
اوتوبه، هوکایدو (به لاتین: Otobe, Hokkaido) یک منطقهٔ مسکونی در ژاپن است که در Hiyama Subprefecture واقع شده‌است. اوتوبه  ۴٬۶۶۵ نفر جمعیت دارد.